# 大阪市立茨田北中学校
大阪市立茨田北中学校（おおさかしりつ まったきた ちゅうがっこう）は、大阪府大阪市鶴見区にある公立中学校。

## 概要
学校の敷地面積は21,592平方メートルで、大阪市立中学校としては最も広い部類に入る。また大阪市立中学校としてはほかにあまり例をみない食堂が設置してあったが今は使用されていない。
鶴見緑地の東側一帯を校区としている。校区は守口市・門真市・大東市・東大阪市の4市に接している。プールと運動場･格技室(別棟の小体育館)の一部は大阪市をこえて門真市に入っている。

## 沿革
大阪市立茨田中学校の過密化のため、1966年に同校の分校として設置されたことに始まる。ハス畑と葦の群生地を整地して学校敷地とした。
分校時代は1年生のみを収容し、その後学年進行で生徒を受け入れていった。3学年そろった1968年に独立校となった。
- 1966年 - 大阪市立茨田中学校の分校として開設。
- 1968年4月 - 大阪市立茨田北中学校として独立開校。
- 1968年8月 - プール完成。
- 1970年2月 - 講堂兼体育館完成。
- 1993年2月 - 新体育館完成。
- 1996年4月 - 新プール完成。
- 2016年3月 - 当時の校長の2月29日にあった全校集会での講話が問題になる。

## 通学区域
- 大阪市立茨田北小学校、大阪市立茨田東小学校、大阪市立焼野小学校の通学区域。

大阪市鶴見区 茨田大宮1-4丁目、浜2-5丁目、焼野1-3丁目、安田1-4丁目。諸口4丁目（一部）、諸口5丁目（一部）。

## 交通
- 地下鉄長堀鶴見緑地線 鶴見緑地駅 東へ約1.2km。
- 地下鉄長堀鶴見緑地線 門真南駅 南西へ約1km。
- 大阪シティバス、近鉄バス 安田バス停 北へ約700m。(ただし近鉄バスは、住道行きが土曜日に1本設定されているのみである)